# Segunda guerra civil de Honduras
La Segunda guerra civil de Honduras o “Revolución Reivindicatoria” fue el conflicto armado más cruel e intenso que tuvo lugar en la república de Honduras en 1924.

## Antecedentes

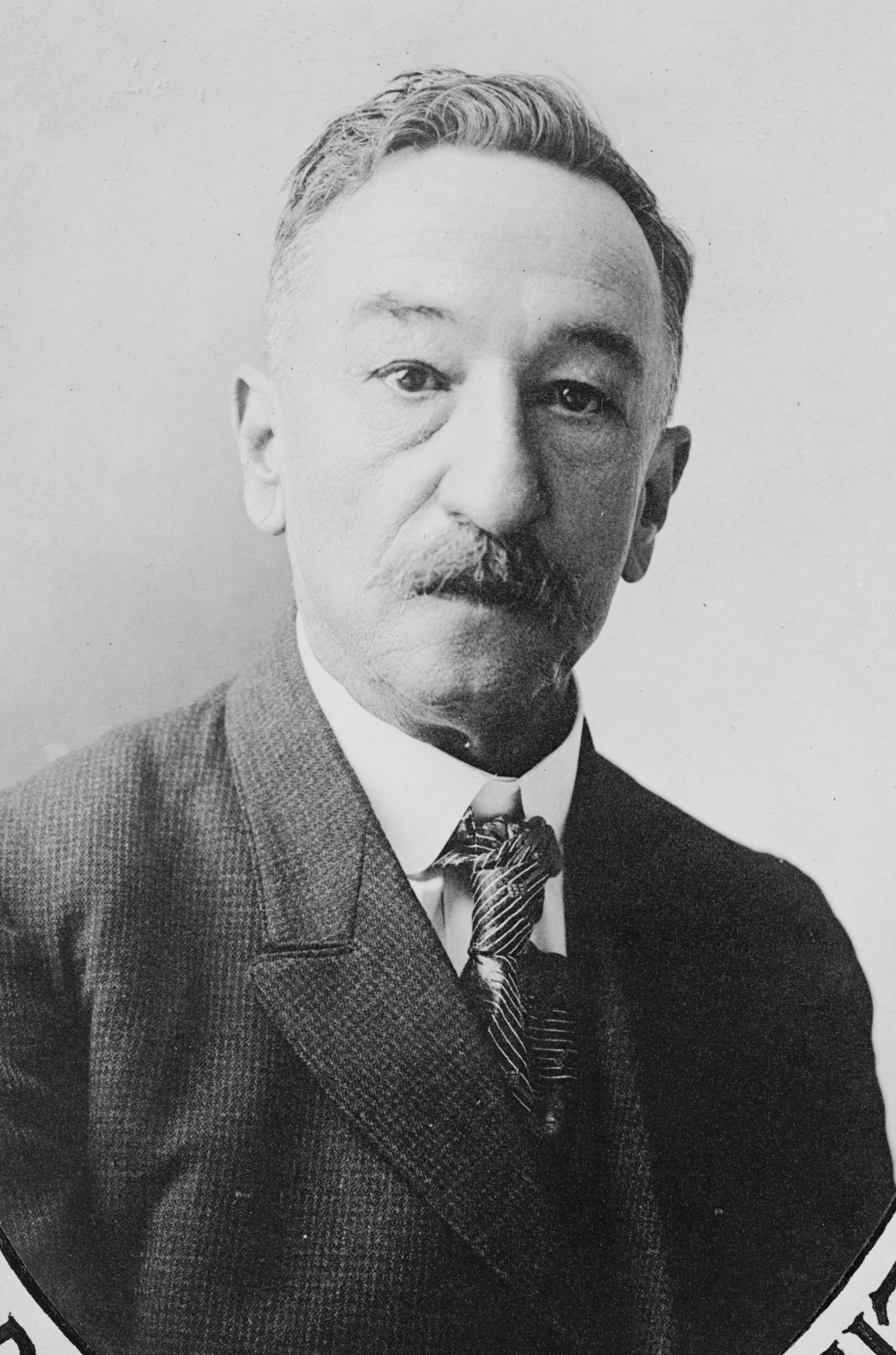
Por entonces presidente constitucional de Honduras, el general Rafael López Gutiérrez.

El general Rafael López Gutiérrez, que asumió a la presidencia de Honduras como candidato por el Partido Liberal de Honduras y figura de la primera guerra civil de Honduras de 1919; pretende empedernirse en el poder, las elecciones generales para presidente se realizarían normalmente en el país. Los candidatos eran el doctor Juan Ángel Arias Boquín por el Movimiento “arismo” del Partido Liberal de Honduras, el doctor Policarpo Bonilla expresidente de la nación y candidato del “Partido Liberal Constitucional” y el Doctor Tiburcio Carias Andino candidato del Partido Nacional de Honduras. López Gutiérrez no conforme con los resultados, ordenó que el Congreso Nacional no pudiese resolver fallando a favor del virtual ganador que sería Carias Andino al obtener la mayoría de votos y por ser el aspirante del Partido Nacional. El 30 de enero de 1924, se dio por fracasado el plan de arreglo entre el Partido Liberal y el Partido Nacional, dichas conversaciones fueron conocidas con el nombre de “Plan Paz Barahona”, Por no haber convenio se retiraban el general Tiburcio Carías y el doctor Juan Ángel Arias y junto a ellos los diputados partidarios de los dos candidatos (15 cariístas y 18 aristas) quienes debían elegir en el Congreso Nacional de Honduras al doctor Miguel Paz Barahona como Presidente del país. En tal virtud, el general Tiburcio Carias Andino abandono secretamente la ciudad de Tegucigalpa a las 19.00 horas, junto con él han salido varios amigos suyos, armados, esto fue interpretó como la señal de la guerra, durante la misma noche gente sale de la capital para incorporarse en las filas de la recién conformada “Revolución”. El mismo 31 de enero fue el último día de Gobierno Constitucional. El Congreso nacional celebró una sesión en la tarde, con asistencia del Cuerpo Diplomático, pero no hay quorum suficiente y a las 17:00 horas se levanta la sesión; más tarde, se celebra otra sesión, dícese que para ver si a última hora se puede elegir Presidente o siquiera un Designado presidencial, pero tampoco hay quorum y a las 21:00 horas se clausura definitivamente el Congreso Nacional, a sabiendas de tales acontecimientos el general y aun presidente Rafael López Gutiérrez se autoproclamó dictador el 1 de febrero de 1924.
Los opositores tanto del Partido Liberal y Partido Nacional ven en López Gutiérrez a una amenaza para la democracia en Honduras y a la seguridad nacional, ya que el General comanda y maneja a su antojo a las Fuerzas Armadas de Honduras, el 1 de febrero de 1924 salen con destino a la república de El Salvador importantes personalidades sociales, políticas y ejecutivas de Honduras, entre ellas el empresario don Santos Soto Rosales y familia, en esa época el hondureño más rico; el Ingeniero Héctor Medina Planas, el Licenciado José María Matute, el señor Raúl Toledo López que había renunciado del cargo de Comandante Militar y Gobernador Político de Tegucigalpa, el señor F. Alfredo Medrano, el Licenciado Guillermo Moncada R., el general Dionisio Gutiérrez que había renunciado del cargo de ministro de Guerra y Marina y otros oficiales como el general Jacobo Galindo, el general Joaquín Medina Planas, el general Ramón Alvarado Mendieta, el coronel Ricardo Lardizábal, entre otros muchos, debido a que al lugar de “San Juancito” se ha hecho presente un fuerte contingente de tropas revolucionarias al mando del General J. Inocente Triminio Osorio, que salió de Tegucigalpa en la noche del 30 y que había reunido un grupo de trescientos seguidores del Barrio Viera.
Previamente, en 1920 el gobierno hondureño se había fascinado en el poder del brazo armado aéreo, los cuales tuvieron sus escenarios en la Primera Guerra Mundial, es por ello que compró su primer aparato aéreo británico, un Bristol F.2B matriculado H-9. Asimismo se adquirieron más aeronaves entre 1921-1923 los cuales fueron piezas fundamentales en esta nueva guerra civil. Mientras, López Gutiérrez declara el "estado de sitio" y moviliza sus tropas.

## Movimientos de la revolución

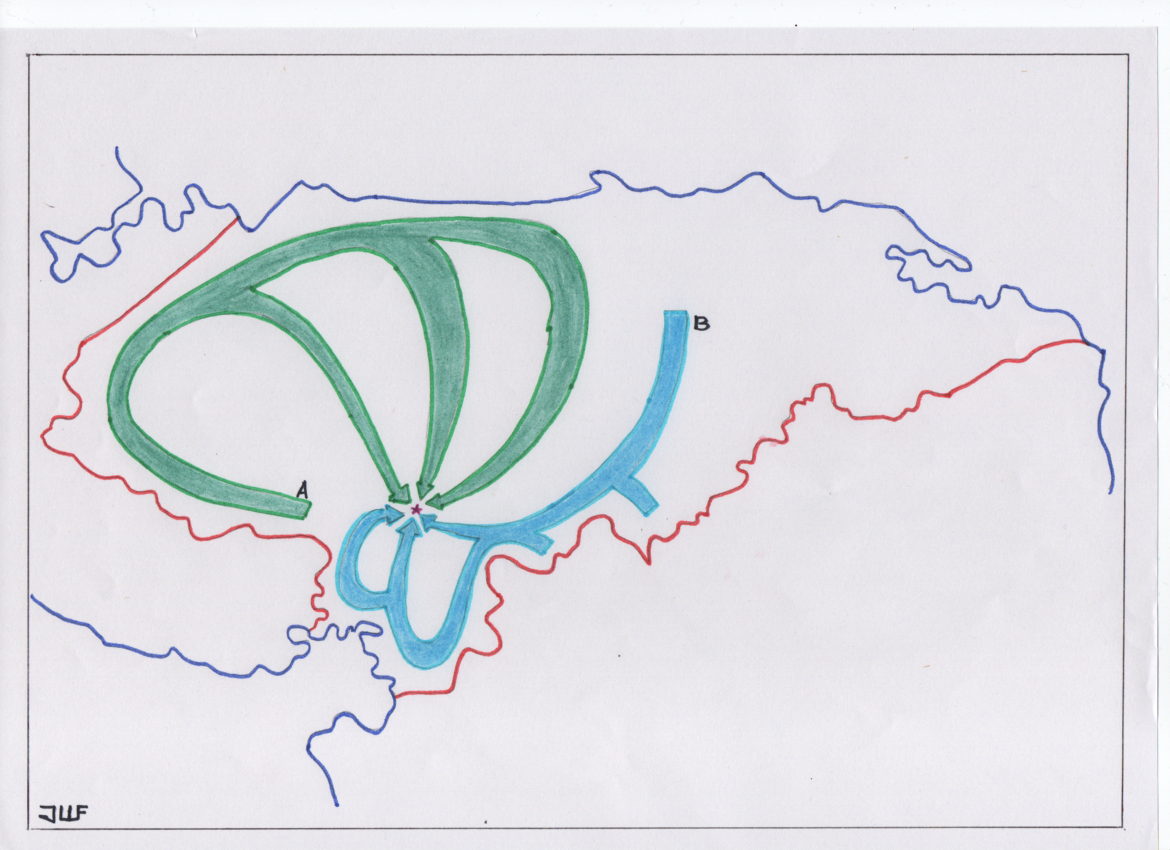
Plano de la Segunda Guerra civil de Honduras, 1924.
A) Ejército Constitucional de Occidente.
B) Ejército Constitucional de Oriente.
- Ciudad de Tegucigalpa

Los comandantes de la revolución fueron los “caudillos”: Doctor y General Tiburcio Carias Andino, General Vicente Tosta Carrasco, General Gregorio Ferrera. El Doctor y General don Tiburcio Carias Andino quien era candidato presidencial por el Partido Nacional de Honduras en las elecciones que anulase López Gutiérrez; y se proclama Jefe de la revolución que se iniciara en el occidente, oriente y sur de Honduras.

### Occidente de Honduras
3 de febrero. El General Vicente Tosta Carrasco y el General Gregorio Ferrera toman la plaza de la ciudad de Marcala para la revolución y marchan hacia el occidente del país.

### Centro de Honduras
4 de febrero, El general Mariano Bertrand Anduray al mando de 300 hombres, ha tomado la Plaza de la ciudad de Siguatepeque.

### Norte de Honduras
4 de febrero. Es atacada la plaza de Yoro por una fuerza revolucionaria al mando del coronel Abraham López y el coronel Emeterio Rivera; en el grueso del combate fallecieron varios hombres entre ellos el coronel López y el coronel Timoteo Reyes, al verse reducidos después de tres horas de intenso fuego los rebeldes se han retirado.

### Proclama de la revolución al dictador
5 de febrero. En la localidad de “Las Manos” cercano a la frontera con la república de Nicaragua, el Estado Mayor del Ejército Constitucional, emite un comunicado para el dictador, general Rafael López Gutiérrez, en el cual sostienen al doctor y General Tiburcio Carias Andino, como presidente de Honduras y electo por el pueblo, en tal sentido llamando a la guerra.

### El gobierno hondureño pide ayuda económica
5 de febrero. El ministro de Gobernación y Justicia, doctor José Ángel Zúñiga Huete, solicita a los empresarios, banqueros y demás comerciantes hondureños y extranjeros la suma de US $200,000 dólares con el fin de aplastar a la proclamada revolución y levantar el país, algunos de ellos negaron otorgar préstamos y otros pocos voluntariamente dieron dinero. El embajador de Estados Unidos de América míster Franklin E. Morales sale de Tegucigalpa, con destino a entrevistarse con Carias Andino y plantearle una solución.

### Occidente de Honduras
7 de febrero. Cae la ciudad colonial de Gracias en manos de las fuerzas rebeldes al mando del general Vicente Tosta Carrasco, general Gregorio Ferrera. Quienes continúan hacía Santa Rosa.

### Batalla de Jacaleapa
9 de febrero. La librada batalla en la localidad de Jacaleapa, cercano a la ciudad de Danlí, cerca de la zona fronteriza con Nicaragua, entre las fuerzas revolucionarias y las fuerzas dictatoriales, al mando de los Generales Sánchez, Teófilo Cárcamo conocido como "Tencaramo", Cámbar, Fonseca y Mejía. Aunque se carece de detalles, se sabe que ha habido muchos muertos y heridos, y el general Cárcamo ha quedado herido y prisionero en poder de la Revolución. Las fuerzas de la Revolución han tenido que retirarse debido a falta de munición para continuar luchando. Entre los jefes de las fuerzas revolucionarios estaban los oficiales general José Inocente Triminio y general Camilo R. Reina Rivera, los oficiales coronel Pedro Francisco Triminio, coronel Constantino S. Ramos, coronel Manuel Valladares Núñez, coronel Ricardo Lozano, coronel Armando B. Reina, y otros. En el grueso de la batalla los revolucionarios han hecho proezas en valor y en temeridad. El coronel Armando B. Reina ha sido mortalmente herido en la lucha, cuando se lanzó sobre una ametralladora de las fuerzas dictatoriales. El coronel Pedro Francisco Triminio ha sido herido de gravedad, el coronel Ricardo Lozano ha recibido cuatro balas que lo han dejado en estado grave, a pesar de su inferioridad en armamento las fuerzas revolucionarias plantean una buena condición.

### Occidente
10 de febrero. Es tomada la Plaza de la ciudad de Santa Rosa de Copán a manos de las fuerzas rebeldes al mando del general Vicente Tosta Carrasco y general Gregorio Ferrera. La plaza de la ciudad de Ocotepeque se unió voluntariamente a los revolucionarios.

### Centro de Honduras
10 de febrero. El espionaje del gobierno hondureño, detecta que en las cercanías de la localidad de Lamaní, se encuentra un cuartel rebelde con 2,000 hombres listos para tomar Tegucigalpa al mando del general Bertrand Anduray. El gobernante López Gutiérrez envía fuerzas hacia los alrededores de la capital colocando ametralladoras y cañones en el Cerro “el Picacho”, cerro “el Berrinche”, cerro “Sipile” y el cerro “Juan A. Laínez” con el fin de resguardar y detener un ataque.

### Noroccidente
13 de febrero. Cae la ciudad de Santa Bárbara, sin mucha resistencia a los rebeldes generales Tosta Carrasco y Ferrera. El General Tosta prosiguió por los Valles de Quimistán a fin de llegar hasta San Pedro Sula.

### Oriente
13 de febrero. La ciudad de San Marcos de Colón es atacada por los rebeldes al mando del general Francisco Martínez Fúnez, resultaron alrededor de 45 fallecidos, la guarnición de la Plaza resistió y repelió el ataque, los rebeldes huyeron hacia la frontera con Nicaragua.

### Puerto Cortés
El crucero USS “Rochester” de la Marina estadounidense se encuentra anclado en Puerto Cortés esperando órdenes.

### Sur de Honduras
14 de febrero. Ha anclado en la rada de Amapala el crucero norteamericano USS "Milwaukee”, de 7,200 toneladas y 110,000 caballos de fuerza.
18 de febrero. El general Leonardo Nuila ha recuperado la plaza de la ciudad de La Paz, después de un corto tiroteo contra las fuerzas revolucionarias al mando del coronel Moisés Nazar, quien al día siguiente, en un contraataque la ha tomado nuevamente bajo control rebelde.

### Batalla de “el Pedregalito”
20 de febrero. Las tropas gubernamentales al mando del general Peralta llegan por la noche al lugar “Alauca”, a cuatro leguas del “Pedregalito” y la “Sabana Redonda”, donde se halla el general Tiburcio Carías Andino con su ejército. A eso de las 5.00 horas se comenzó un reñido combate que duró todo el día, del cual han salido muchos muertos y heridos por ambos bandos.
Los revolucionarios a pesar de su peligrosa escasez de munición, sostuvieron el largo y continuo fuego del ejército gubernamental. Entre los jefes revolucionarios se encontraron el General José Inocente Triminio, general Mariano Sanabria y general Camilo R. Reina, y el coronel Pedro Triminio, coronel Calixto Carías, coronel Constantino S. Ramos, coronel Manuel Valladares Núñez y otros. El coronel Carías ha resultado gravemente herido, después de la batalla y por falta de parque y suficiente armamento, las fuerzas revolucionarias han tenido que retirarse del sitio tomándolo las fuerzas dictatoriales.

### Batalla de Comayagua
21 de febrero. El general Gregorio Ferrera ha atacado a tempranas horas y por sorpresa la Plaza de la ciudad colonial y antigua capital de Comayagua, el comandante gubernamental ha ordenado la contraofensiva. El 22 de febrero. Continua peleándose encarnizadamente en la ciudad y alrededores, las fuerzas del general Ferrera van ganando terreno. 
El 23 de febrero, después de dos días y una noche de terrible lucha, ha caído Comayagua en poder del ejército revolucionario encabezado por el general Gregorio Ferrera, el parte informativo también asegura que el Comandante y doctor José María Ochoa Velásquez exvicepresidente de la nación y el coronel Salomón Sorto Z., que defendían el ayuntamiento y la plaza han salido ilesos y huyeron hacia Tegucigalpa, el Coronel José María Navas Gardela, falleció en combate.

### Centro
26 de febrero. El gobierno “Gutierrista” envía un fuerte contingente a la localidad de “Zambrano” con órdenes de detener el avance del general Ferrera sobre la capital. El día después, el (27 de febrero), salen más tropas para “Zambrano”. Se organiza la Cruz Roja Militar.
27 de febrero. Los gobiernos de China, España, Francia, Inglaterra, Italia han puesto en manos del de Estados Unidos de América la protección de sus nacionales residentes en Honduras.

### Costa norte

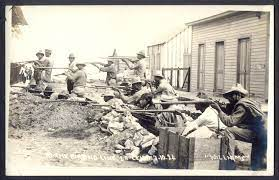
Batalla de la Ceiba.

El General Vicente Tosta Carrasco se reunió en Búfalo con los oficiales de las tropas gubernamentales que defendían San Pedro Sula, al no haber acuerdo de rendición por los segundos y ante la amenaza de que dichas fuerzas atacaran a las revolucionarías de Tosta. Un 27 de febrero el gubernamental general Carlos Lagos al mando de 6,000 hombres planea el ataque a los 2,000 rebeldes comandados por el general Vicente Tosta Carrasco -militar de academia- quien ideó la siguiente estrategia: Dejó en “Calpules” alrededor de 60 hombres y banderas con el fin de engañar al enemigo, mientras tanto él con el grueso de sus fuerzas se trasladaba a marcha forzada a las alturas donde pudiera dominar el sitio, y atacar en movimiento envolvente a las tropas “gutierristas”, en efecto, a las 8.00 horas las fuerzas dictatoriales atacaron las posiciones revolucionarias disminuidas y situadas en “Calpules” (Agua Prieta), asaltándolas y tomándolas sin mayor dificultad aparente. En ese momento, el general Tosta ordenó el ataque a su ejército sorprendiendo a los oficiales y tropa enemiga, la lucha se extendió por “Trinchera” (Choloma) donde perdió la vida el coronel "Chicho" Matute, en “Cerro Will”, “Cofradía”, “Palmar” y “Choloma”, se combate duramente durante tres días (27, 28 y 29 de febrero) el Ejército dictatorial va gradualmente cediendo terreno, hasta que, comprendiendo que tenía la batalla perdida y viéndose en peligro de ser completamente aniquilado, emprende la retirada hacia el noroeste, dejando San Pedro Sula a merced de la Revolución, los oficiales derrotados fueron: Carlos Lagos, Salvador Cisneros, Luis Mejía Moreno, Gonzalo Navarro y José María Escoto de quienes el dictador Rafael López Gutiérrez tenía mucha fe.

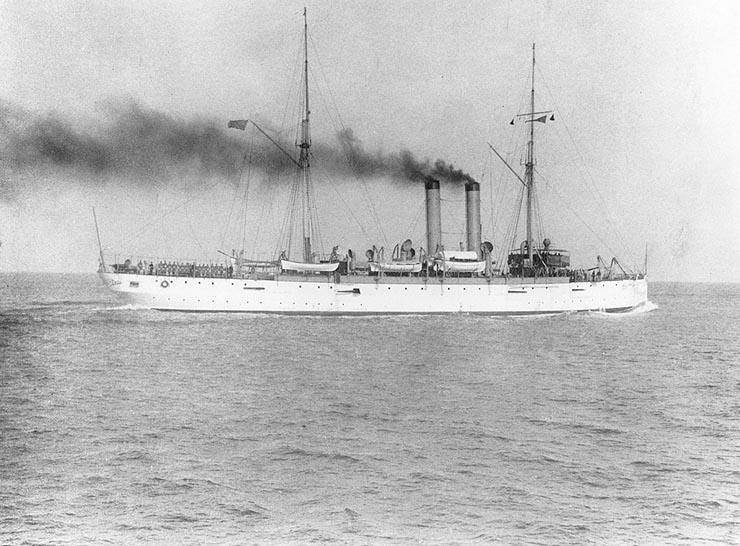
Crucero USS Denver C-14 de la Marina estadounidense.

28 de febrero. En la ciudad de La Ceiba ocurre otro encuentro entre las fuerzas gubernamentales y revolucionarias, todo debido a que la transnacional bananera United Fruit Company, daba su apoyo al Doctor y General Tiburcio Carias Andino. El 1 de marzo cayeron también las plazas de la ciudad puerto de Tela. Los Estados Unidos rompen relaciones diplomáticas con Honduras y envían al USS Denver a las costas del Caribe hondureño, para salvaguardar sus propios intereses.

### San Pedro Sula
3 de marzo. El general Vicente Tosta Carrasco entra triunfante y sin oposición alguna en la ciudad de San Pedro Sula.
El general Gregorio Ferrera, seguidamente marchó hacia el centro del país para atacar las ciudades de Siguatepeque y Zambrano

### Batalla de Zambrano
4 de marzo. A las 16.30 horas de improviso chocamos con el enemigo fuertemente atrincherado en estos campos. Nuestra caballería fue sorprendida y casi deshecha; pero inmediatamente fue apoyada por los valientes oficiales coronel Cristóbal Gutiérrez, coronel Pedro G. Domínguez, coronel Fulgencio Machado y coronel Blas Domínguez. Los fuegos se iniciaron con extremada violencia. A las 17.30 horas se ordenó a los oficiales coronel Práxedes García y coronel Juan Z. Pérez un ataque por la derecha, que se efectuó con energía con el fin de hacer vacilar al enemigo. A las 19.00 horas se ordenó una carga a machete. Así se logró quitar a las fuerzas de la dictadura de sus posiciones; el combate continuó durante la noche y con suerte varió hasta hoy a las 8.00 horas del día siguiente, cuando triunfo los rebeldes definitivamente. Cayeron alrededor de 1,300 hombres, provistos de artillería, ametralladoras y abundantes cartuchos, comandados por los oficiales general Máximo B. Rosales, general Julio Peralta, general Francisco Cardona y general Fonseca y varios coroneles que recibían constantemente auxilios en hombres y armas de la capital. Los rebeldes capturaron 2 ametralladoras Thompson y parte del tren de guerra. Entre nuestros muertos figura el malogrado coronel Cristóbal Gutiérrez, y heridos los coronel Machado y coronel Pedro G. Domínguez y varios otros, los heridos fueron llevados para Comayagua a recibir asistencia. El desastre del ejército dictatorial ha sido completo y que se retiraron precipitadamente a la capital, abandonando un cañón y muchos pertrechos de guerra.

### Centro
7 de marzo. El general Ferrera ha avanzado con su ejército hasta las alturas de la localidad de Santa Cruz, a dos leguas de la capital hondureña Tegucigalpa.

### Sabotaje en la capital
9 de marzo de 1924. El edificio de Correos de Honduras, el Almacén Nacional y el de la Administración General de Rentas han sido destruidos por un voraz incendio, provocado según se presume por espías de la revolución. Los representantes de los cuerpos diplomáticos de los países con que Honduras tiene relación, ordenan a sus compatriotas que cierren las oficinas y que se protejan de un inminente ataque a la capital hondureña. El embajador estadounidense Franklin E. Morales solicita la posible intervención de militares de su país. El presidente Norteamericano Calvin Coolidge ordena que el crucero USS Milwaukee se aposte en el golfo de Fonseca. El 11 de marzo de 1924 desembarcan unos 200 marines, y a las 11:00 horas llegan a Tegucigalpa (110 km) y la sitian.

### Ultimátum de Gregorio Ferrera
Mientras se resolvía un armisticio entre las partes y algunos diplomáticos interesados en que se resuelva la situación de guerra, el general revolucionario Ferrera incito a las partes para un Armisticio que terminaría el día 13 de marzo a las 17:00 horas, el Gobierno Dictatorial no resolvería entregarle la plaza de Tegucigalpa a los rebeldes; por consiguiente, se romperían las hostilidades y empezaría el ataque total a la capital hondureña.
El Presidente López Gutiérrez, deja la administración a cargo de un consejo de Ministros encabezado por el Doctor y general Francisco Bueso Cuéllar, que gobierna entre el 10 de marzo al 30 de abril de 1924, seguidamente este hace entrega a su relevo el general y político Fausto Dávila quien gobierna entre el 27 al 31 de marzo. Aunque el doctor y general Tiburcio Carias Andino se había proclamado presidente al tomar Tegucigalpa entre el 9 de febrero al 24 de marzo y de esta fecha hasta el 28 de abril de 1924, paralelamente al Consejo de Ministros que López Gutiérrez, había señalado antes de su partida fuera de Honduras y que encontraría la muerte debido a su enfermedad (diabetes mellitus) en fecha 10 de marzo a las 16.00 horas. el Consejo de Ministros que ejercía el Poder Ejecutivo de Honduras solicitó una tregua a los rebeldes, para poder efectuar el sepelio de Rafael López Gutiérrez, en el Cementerio General, el martes 11 de marzo, en horas de la tarde. 
El ultimátum de Ferrera se tomó en serio por los ciudadanos de la capital hondureña quienes no durmieron toda la noche esperando el mencionado ataque, aunque no lo hubo, los rebeldes si se prepararon hasta los dientes para hacerlo de forma más táctica. Mientras tanto el día 13 de marzo, el general Vicente Tosta Carrasco atacaba La Ceiba junto al general Filiberto Díaz Zelaya, la caída se saldó con muchos muertos y heridos y una parte de la ciudad destruida.

### Batallas en la capital

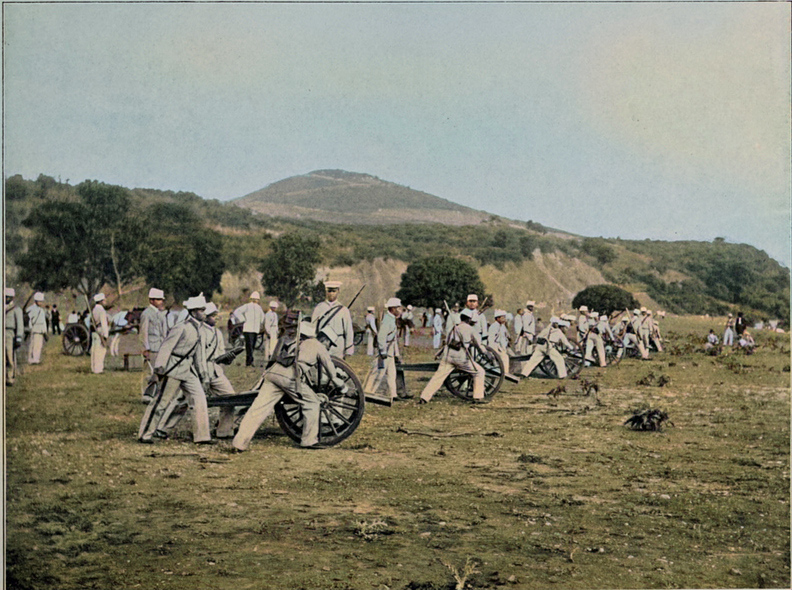
Artillería en las orillas del río Choluteca listos para defender la ciudad.

En día 15 de marzo, y aún ya fallecido el proclamado dictador Rafael Salvador López Gutiérrez, el ejército gubernamental continuó su lucha contra los rebeldes, esta vez encabezado por el gabinete liberal de gobierno.
En el lugar de "El Toncontín" y en los aledaños de la capital los revolucionarios se reúnen con el objeto de aplastar los focos de resistencia del gobierno dictatorial, las fuerzas del general Tiburcio Carias quien había sido derrotado en la localidad de "Suyapa", había optado por retirarse hacia "Los Llanos del Toncontin" y así emprender la ofensiva nuevamente, los jefes revolucionarios ya reunidos en el contorno de Tegucigalpa la sitiaron y por todos los rumbos empiezan a hacer ataques simultáneamente desde los altos de "EL Guanacaste", "Juan A. Laínez", "El Berrinche" y "El Estancadero". Varios políticos afines a la revolución fueron capturados por soldados de gobierno y encerrados en la Penitenciaria Nacional, entre ellos Miguel Paz Barahona.

### Ataque a la posición El Berrinche
1 de abril. (04:00 horas) Tropas revolucionarias al mando del general Vicente Tosta Carrasco, en una ofensiva rápida, bajan del cerro "El Estacado" y atacan de improvisto las posiciones defensivas de "El Berrinche" en Tegucigalpa apoderándose de ellas totalmente, a las seis de la mañana, después de un reñido combate.

## Bombardeo aéreo la capital hondureña

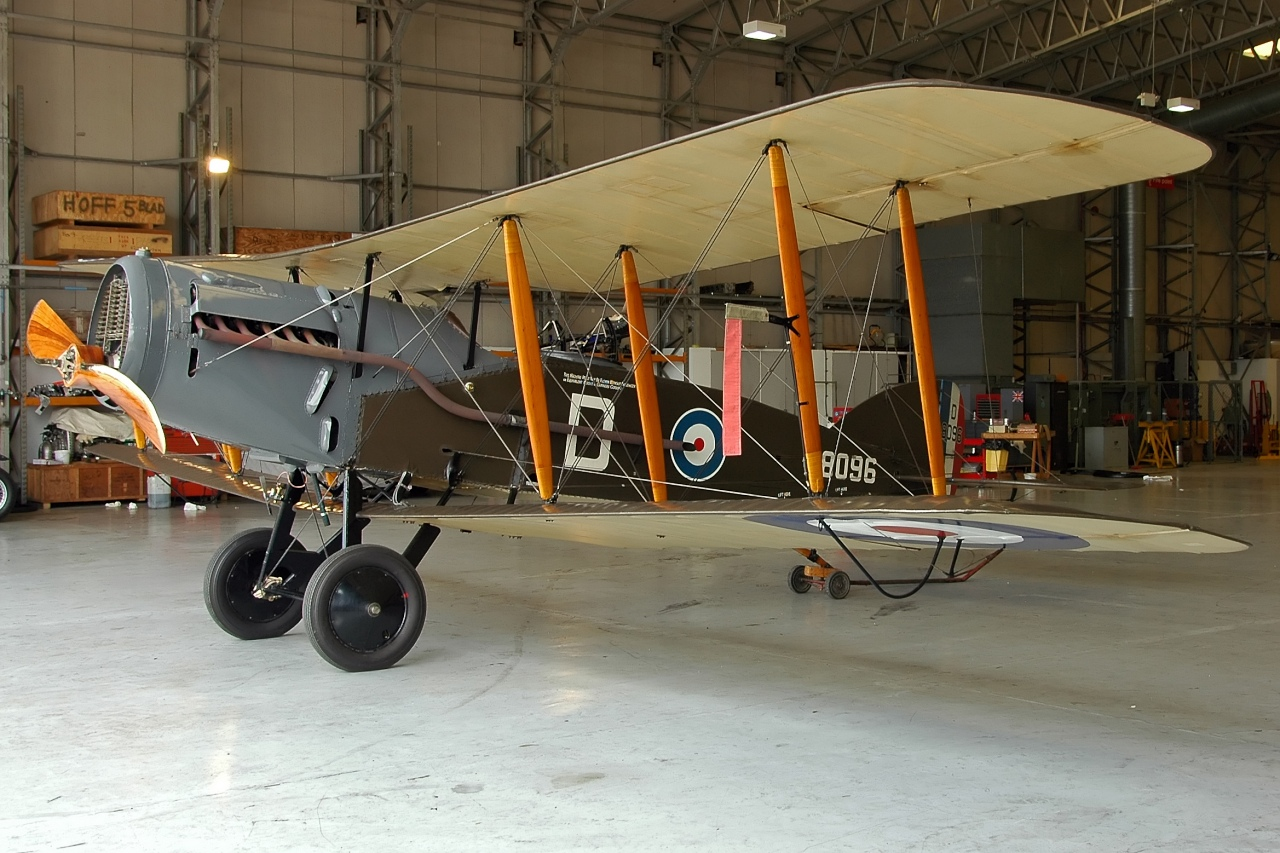
El avión Bristol F2B fue empleado para realizar los bombardeos.

La ciudad de Tegucigalpa se convirtió en la primera capital de Latinoamérica en ser bombardeada, la revolución contaba con dos aviones de los cuales los aviadores arrojaron a mano las bombas, las fuerzas gubernamentales solo contaban con el avión Bristol. El 9 de abril el aeroplano revolucionario bombardea la ciudad por la mañana y por la tarde. En la mañana: Ha arrojado cuatro bombas sobre el “Parque La Leona”, una de ellas a 200 metros de la Embajada de Inglaterra; otra bomba ha caído a unos 25 metros de la Escuela Normal situada en el edificio “La Alhambra”. Otras bombas han caído en el centro de la ciudad de Tegucigalpa, dos de ellas en la casa de la señorita Prisca Ugarte, y a 7 metros de la Embajada de México, otra a 20 metros de la Embajada de Guatemala, esta mató a dos niñas y dejó varias mujeres heridas de gravedad. Asimismo fueron recogidas dos bombas más, sin estallar, una a 5 metros de la casa de Francisco Antúnez y otra en un patio cercano al Cuartel San Francisco.

## Centro
El general Gregorio Ferrera deja parte de su ejército revolucionario constitucional a las órdenes de los comandantes de la revolución del centro y parte hacia el sur a tomar Choluteca, Ferrera no llegaría a la ciudad sino hasta las 03.00 horas de la madrugada al frente de su ejército que no tuvo obstáculos en tomar la plaza cholutecana, ya que el oficial a cargo de dicho lugar el general Toribio Ramos, había partido con sus 500 hombres y demás pertrechos, dejando la ciudad abandonada.

## Bombardeo de papel en la capital
El aeroplano revolucionario, ha dejado caer sobre la ciudad de Tegucigalpa, un sinfín de papeles volantes dirigidas para los soldados gubernamentales al mando del Consejo de Gobierno dictatorial, en ellas aluden que dejen las armas, se rindan o se unan a la revolución constitucional. El general Toribio Ramos entra en la capital con una columna de soldados afines al gobierno dictatorial.

## Cuerpo diplomático extranjero
Para solicitar un alto total al fuego, se ha conformado un cuerpo negociador conformado por diplomáticos acreditados en el país, siendo los señores: Franklin E. Morales, Ministro Plenipotenciario y Enviado Extraordinario de Estados Unidos de América;  señor G. Lyall, Encargado de Negocios de Inglaterra; el doctor José María Bonilla, Encargado de Negocios de Guatemala; el doctor Pablo Campos Ortíz, Encargado de la Legación de México; señor Anselmo Rivas G., Ministro Plenipotenciario y Enviado Extraordinario de Nicaragua y el doctor Bernardino Larios h., Encargado de Negocios de El Salvador, las personas que escucharan a plena voz a los representantes de las partes en conflicto.

## Solicitud de una conferencia de paz
Fue escogido el puerto de la isla de Amapala en el sur de Honduras, y convocadas por el delegado por los Estados Unidos de América míster Summer Welles, el ministro Franklin Morales, el general Gregorio Ferrera quien ha aceptado la participación en la conferencia, se presentaron sendas listas por las partes deliberantes para dicha conferencia: Por la Revolución Constitucional la lista fue de las personalidades siguientes: Doctor Fausto Dávila, general Vicente Tosta Carrasco, doctor Miguel Paz Barahona (ya puesto en libertad), doctor Silverio Laínez y doctor José María Casco. La lista presentada por del Consejo de Ministros indicaba a: Doctor Francisco Bueso Cuéllar, doctor Carlos Alberto Uclés, doctor Federico C. Canales, doctor y general Roque J. López y el doctor y general José María Ochoa V. Mientras tanto el doctor López ha renunciado al Ministerio de Guerra y Marina para asistir a la Conferencia, y el doctor José Ángel Zúñiga Huete será nombrado ministro en su lugar.

## Contraataque a la capital
El 21 de abril, fuertes piezas de artillería han caído sobre la Casa Presidencial de Honduras, el edificio del Banco de Honduras S. A. y alrededores sin causar graves daños ni muertes.

## Conferencia de paz
El 23 de abril de 1924, las partes deliberantes están presentes en el crucero USS “Milwakee” comandado por el almirante Dayton, se iniciaron así las negociaciones entre los revolucionarios y el gobierno.

## Tegucigalpa es tomada por completo
El 28 de abril, la capital es tomada por una brutal y numerosa ofensiva de la revolución, es así como uno de los mejores tácticos militares de Honduras, toma la ciudad: A las 9:30 horas de la noche las tropas de la Revolución, al mando inmediato del general Vicente Tosta Carrasco, han cruzado el río frente al Teatro Nacional Manuel Bonilla, el parque La Concordia y el Panteón municipal, continuando en bajada del “El Berrinche” y en arrolladora avalancha hacia el centro de la ciudad. 
Las primeras columnas del general Tosta Carrasco se apoderan del Mercado, el edificio de Telégrafos de Honduras y el cuartel de la Policía. Otras columnas rebeldes penetran por los alrededores del Panteón, bajo lluvia de balas que lanzan las ametralladoras del cerro “El Sipile”. Las tropas del general Martínez Fúnez entran por el sitio de “Guanacaste” y por las faldas del cerro “Juana Laínez”, llegando ya al sector de la “Isla” y por la otra parte sobre el Cuartel San Francisco. Mientras tanto, una columna revolucionaria al mando del coronel Carlos B. González y otros jefes, atacan y toman el Cuartel de Veteranos, y marchan sobre el Palacio Presidencial.

## Designación de nuevo presidente
El 28 de abril y al cabo de muchas pláticas y acuerdos rotos la Conferencia de Paz llega a un momento clave, se pacta un alto al fuego y a eso de las 12:30 horas se señala como Presidente Provisional al general Vicente Tosta Carrasco, el mismo el día 30 de abril a las 10:00 horas presta juramento de promesa de Ley ante el señor Alcalde de Tegucigalpa, seguidamente fue con dirección a la Casa Presidencial hondureña donde a partir del primero de mayo toma ejercicio de su cargo y cita a las delegaciones de los países centroamericanos para informar de los hechos. Tosta Carranza desempeña sus funciones administrativas con ligereza, el 22 de mayo envía carta al Presidente de los Estados Unidos explicando las circunstancias de su ascenso a la presidencia, en el mes siguiente Tosta se dirige al Congreso Nacional ya restaurado. La guerra concluye con el retorno de los nacionalistas al poder y convalrededor de entre 1,000 a 2,000 muertos en combate, aunque algunas estimaciones incluso sugieren un número mucho mayor dependiendo de la intensidad de los combates y la duración de los enfrentamientos.

## Tácticas militares

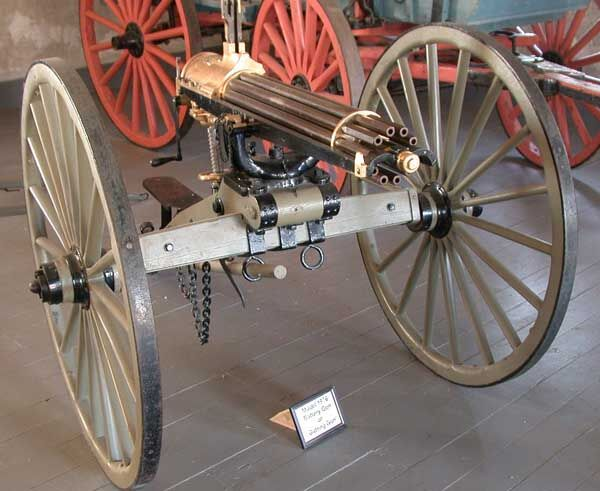
La ametralladora Gatling fue usada durante todo el conflicto, la cual generó un enorme número de bajas.

- El Ejército Revolucionario Constitucional empleo la noche y bajo la oscuridad atacaron a los cuarteles y edificios del gobierno.
- Los ataques fueron rápidos y multitudinarios.
- Se emplearon armas de fuego poderosas en su época: la ametralladora Gatling y el subfusil Thompson.
- Se empleó el avión y las bombas eran lanzadas a mano.
- Por primera vez el Avión fue utilizado para uso bélico en la historia del país.
- Fueron contratados mercenarios veteranos de la Primera Guerra Mundial y de la Revolución Mexicana.
- Se empleó el automóvil para trasladar personal y pertrechos, aunque las carreteras eran muy pocas y en deplorables condiciones.

## Consecuencias
- US $ 2 millones de dólares en daños materiales a la infraestructura nacional.
- Destrucción de edificios históricos en Tegucigalpa.
- Cifras que superaron los más de 3,000 muertos aproximadamente entre los dos bandos.[12]
- 50 ciudadanos civiles fallecidos y un ciudadano de nacionalidad estadounidense.
- Infinidad de restos humanos apiñados y abandonados en el lugar de "las Crucitas".
- El gobierno de los Estados Unidos de América impuso sanciones militares (embargo de armas) contra el gobierno hondureño y los rebeldes, a partir del 22 de mayo de 1924.[12]
- Unos frágiles procesos democráticos que fueron desencadenando el ascenso al poder de quienes comandaban a los militares.
- Perdida de credibilidad y desconfianza de Honduras, con los países vecinos.
- Más pobreza, desempleo y crisis económica.
- En la administración de Vicente Tosta Carrasco, se levantaría en armas en el mes de agosto su camarada el General Gregorio Ferrera, ocasionando una nueva guerra civil.
- En el mes de septiembre de 1924 se decretó una nueva Constitución de Honduras, en la cual se prohibía la reelección.
- Establecimiento de la dictadura militar de Carias Andino.